# Atriplex recta
Atriplex recta är en amarantväxtart som beskrevs av Philipp Johann Ferdinand Schur. Atriplex recta ingår i släktet fetmållor, och familjen amarantväxter. Inga underarter finns listade i Catalogue of Life.